# Lewis B. Schwellenbach

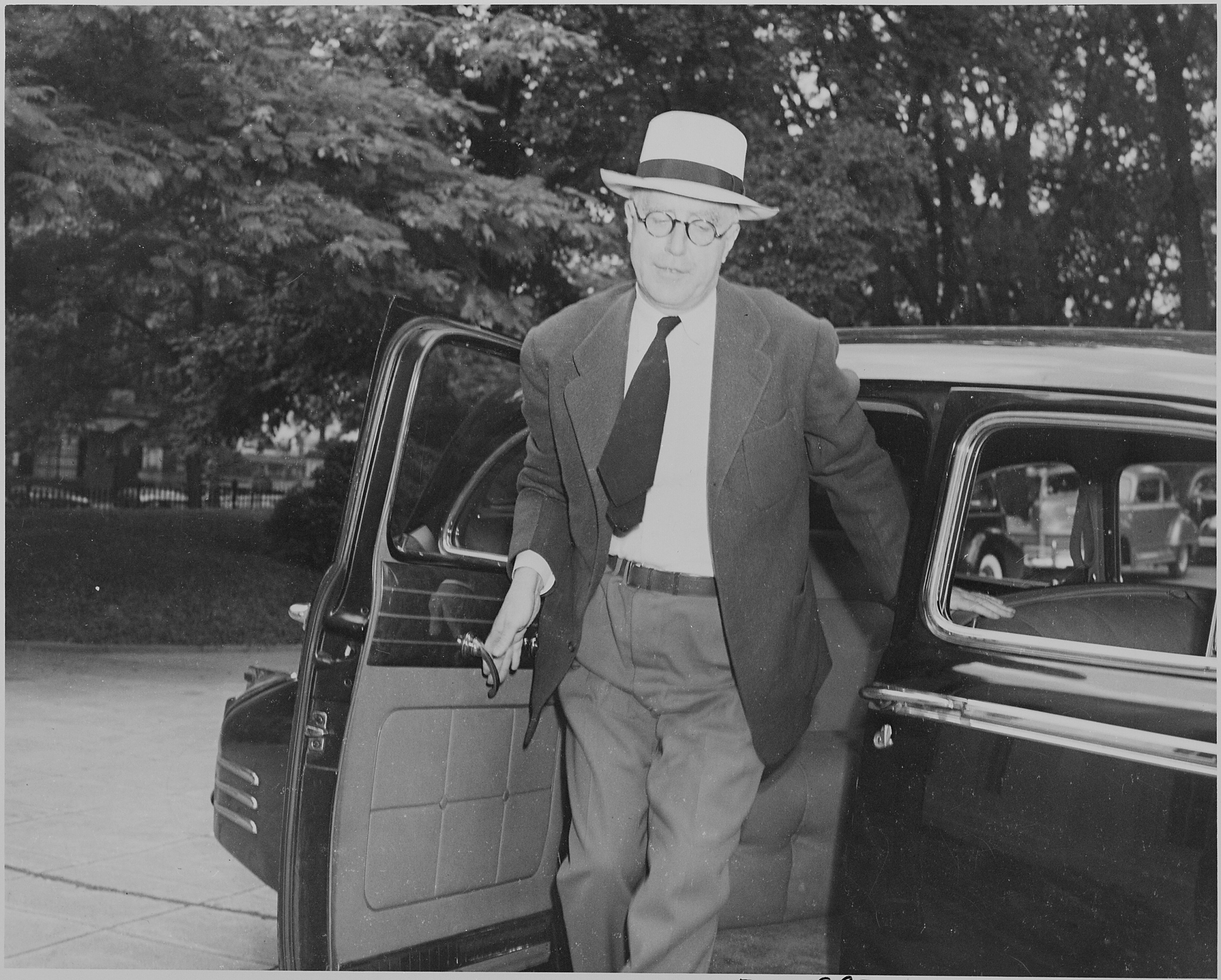
Lewis B. Schwellenbach

Lewis Baxter Schwellenbach, född 20 september 1894 i Superior, Wisconsin, död 10 juni 1948 i Washington, D.C., var en amerikansk demokratisk politiker och jurist. Han representerade delstaten Washington i USA:s senat 1935-1940. Han var USA:s arbetsmarknadsminister från 1 juli 1945 fram till sin död.
Schwellenbach flyttade 1902 till Spokane. Han avlade 1917 juristexamen vid University of Washington. Han tjänstgjorde sedan i USA:s armé i första världskriget och befordrades till korpral. Han inledde 1919 sin karriär som advokat i Seattle.
Schwellenbach kandiderade utan framgång i demokraternas primärval inför 1932 års guvernörsval i Washington. Han vann sedan senatsvalet 1934. I senaten var han en varm anhängare av Franklin D. Roosevelts reformprogram New Deal. Hans närmaste bundsförvanter i senaten med vilka han kämpade på för att få presidentens lagförslag igenom var Joseph F. Guffey, Sherman Minton och Harry S. Truman. En av motståndarna inom det egna partiet var Huey Long som till och med hade använt filibustertaktik för att försvåra New Deals framfart. Long och Schwellenbach var inte särskilt länge kollegor i senaten, eftersom Long mördades i september 1935.
Schwellenbach avgick 1940 som senator efter att ha blivit utnämnd till en federal domstol. Han efterträddes som senator av Monrad Wallgren.
Efter fem år som domare återvände Schwellenbach 1945 till politiken. Han efterträdde Frances Perkins som USA:s arbetsmarknadsminister. Schwellenbach stod för en aktiv arbetsmarknadspolitik. Han avled i ämbetet. Schwellenbachs grav finns på Washelli Cemetery i Seattle.